# 腸肝循環

藥物的腸肝循環

腸肝循環（Enterohepatic circulation）是指胆汁酸、胆红素、藥物或其他物質在小腸和肝臟之間的循環。這些被肝臟排出的物質（如：藥物）隨著肝臟分泌的膽汁進入小腸，經消化道上皮細胞重新再吸收，進入人體。因此，腸肝循環會拉長某些藥物的半生期。
腸肝循環是毒理学中的重要主題之一，因為在腸肝循環過程中，若存在親脂性的有害异物，會造成反覆性的肝臟損傷。例如有機氯化合物，一旦攝入人體，就隨著腸肝循環代謝而不易排除；不過，近年來有些研究開始利用攝取腸道無法吸收的脂肪(例如奧利司他)來協助將這些排入腸道的有機氯化合物隨糞便帶出體外。

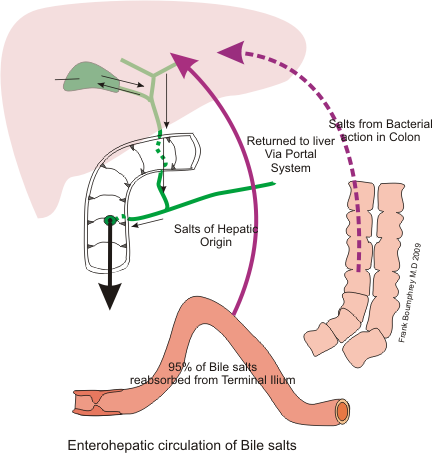
胆盐的肠肝循环（再循环）

## 原理
肝臟合成的膽汁酸會隨膽汁釋放到十二指腸腸道中，之後在腸道中重新被吸收並且運送回肝臟。大部分（95%）排至十二指腸的膽汁酸會經由腸肝循環回收肝臟，僅有少量的膽汁酸會進入體循環中，但最終仍回到肝臟中。
氯黴素、阿斯匹靈、乙醯胺酚等，在肝臟中與葡萄醣醛酸結合，隨膽汁排到腸道中，再經由腸道中的細菌水解為糖苷配基，最後被腸道再吸收回到血液循環中，此過程可以延長藥物的半衰期，讓藥物在體內循換利用，對於低劑量的藥物來說更能達到治療效果。但是對於少數對腸道或是肝臟有害的藥物而言，例如愛萊諾迪肯，腸肝循環會造成肝臟以及腸道的反覆性損傷。此時須透過抑制腸肝循環，或是抑制運輸蛋白，以減少此類藥物對於人體的肝毒性。
除了藥物外，有些人體代謝物，如：膽紅素，類固醇激素和甲狀腺素等也有腸肝循環現象。
某些營養素也有腸肝循環性質，例如維生素B2、 維生素B12。
目前已有生理學相關的藥代動力學模型，根據其決定因素描述腸肝循環。通常，腸肝循環會延長某些藥物和藥物代謝產物的藥理作用。特別重要的是在定義給定化合物的生物利用度，表觀分佈體積和清除率方面的差異時，腸肝循環所造成的潛在放大作用。遺傳異常，疾病狀態，口服吸附劑和某些共同給予的藥物都會影響腸肝循環。

## 藥物
利用腸肝循環進行代謝的藥物有：氯黴素、紅黴素、劳拉西泮、嗎啡等。
藥物學中的腸肝循環描述的是，藥物分子與肝臟中的葡萄醣醛酸結合，隨著膽汁一同排泄到腸道後，被腸道細菌代謝變回原藥物分子之後，被再次重新吸收到體內的現象。
相較於無法經腸肝循環代謝的藥物，其他那些能經由腸肝循環代謝的藥物能在較低劑量時便產生治療效果。
少數對腸道有毒性的藥物（例如伊立替康）會造成消化道的反覆性損傷。因此，當使用的藥物具有腸道毒性時，抑制腸肝循環可以起到保護腸胃的作用。
對於大多數能經腸肝循環代謝且對腸道無毒的藥物，如果抑制腸肝循環則會導致藥物吸收量減少和治療效果降低。例如，殺死腸道細菌的抗生素通常會減少其他藥物的腸肝循環。如果需要將此一抗生素與經腸肝循環代謝的藥物一併使用時，需要暫時增加腸肝循環藥物的劑量，直到停止使用抗生素並且腸道內細菌重新繁殖為止。上述抗生素對其他藥物的肝腸循環的作用屬於藥物相互作用中的其中一種。